# Mecicobotrioïdeus
Els mecicobotrioïdeus (Mecicobothrioidea) són una superfamília d'aranyes del subordre Mygalomorphae que es caracteritzen per ser els migalomorfs més petits. La superfamília es divideix en dues famílies:
- Els mecicobòtrids (Mecicobothriidae) o taràntules nanes,
- Els microstigmàtids (Microstigmatidae).

## L'antiga classificació per superfamílies
Les aranyes, tradicionalment, foren classificades en famílies que van ser agrupades en superfamílies. Quan es van aplicar anàlisis més rigorosos, com la cladística, es va fer evident que la major part de les principals agrupacions utilitzades durant el segle XX no eren compatibles amb les noves dades. Actualment, els llistats d'aranyes, com ara el World Spider Catalog, ja ignoren la classificació per sobre del nivell familiar.